# María de Jesús de la Fuente Casas
María de Jesús de la Fuente Casas   (Rayones, 18 d'octubre de 1920 - Ciutat de Mèxic, 20 de desembre de 2021), també coneguda com a María O'Higgins, va ser una advocada i professora mexicana. Pionera en la defensa legal dels drets de les dones a Nuevo León i fundadora de l'Escola de Treball Social de la Universitat Autònoma de Nuevo León (UANL).
De la Fuente va estudiar a Ciències Jurídiques a la Facultat de Dret de la UANL entre 1940 i 1945, sent una de les primeres dones llicenciades en aquesta institució, i va realitzar una estada acadèmica també a l'Escola d'Arts Plàstiques d'aquesta mateixa universitat. Sent passant d'advocada va participar en el repartiment agrari de Nuevo León ordenat pel llavors president Lázaro Cárdenas, fet que li va portar una consciència d'ajudar a les persones més necessitades en la societat i en defensar els drets de les dones jurídicament. Per això, va acordar amb el llavors governador de l'estat de Nuevo León, Arturo B. de la Garza, l'establiment de la primera defensa d'ofici per a dones en aquest estat.
En 1947 va ser fundadora de l'Escola de Treball Social de la UANL, escola en la qual va ser professora de Principis generals de dret fins a 1949.
En 1958 va conèixer a la UANL al pintor Pablo O'Higgins, amb qui va contreure matrimoni. A partir de 1983 gestiona l'exposició, col·lecció i documentació de l'obra de Pablo O'Higgins, encarregant-se de la seva custòdia i promoció cultural. Des de 1997 era presidenta de la Fundació Cultural María i Pablo O'Higgins.